# Erwin Klein (Unternehmer)

Erwin Klein erschuf Mitte der 1950er Jahre die Kräuterlimonade Almdudler.

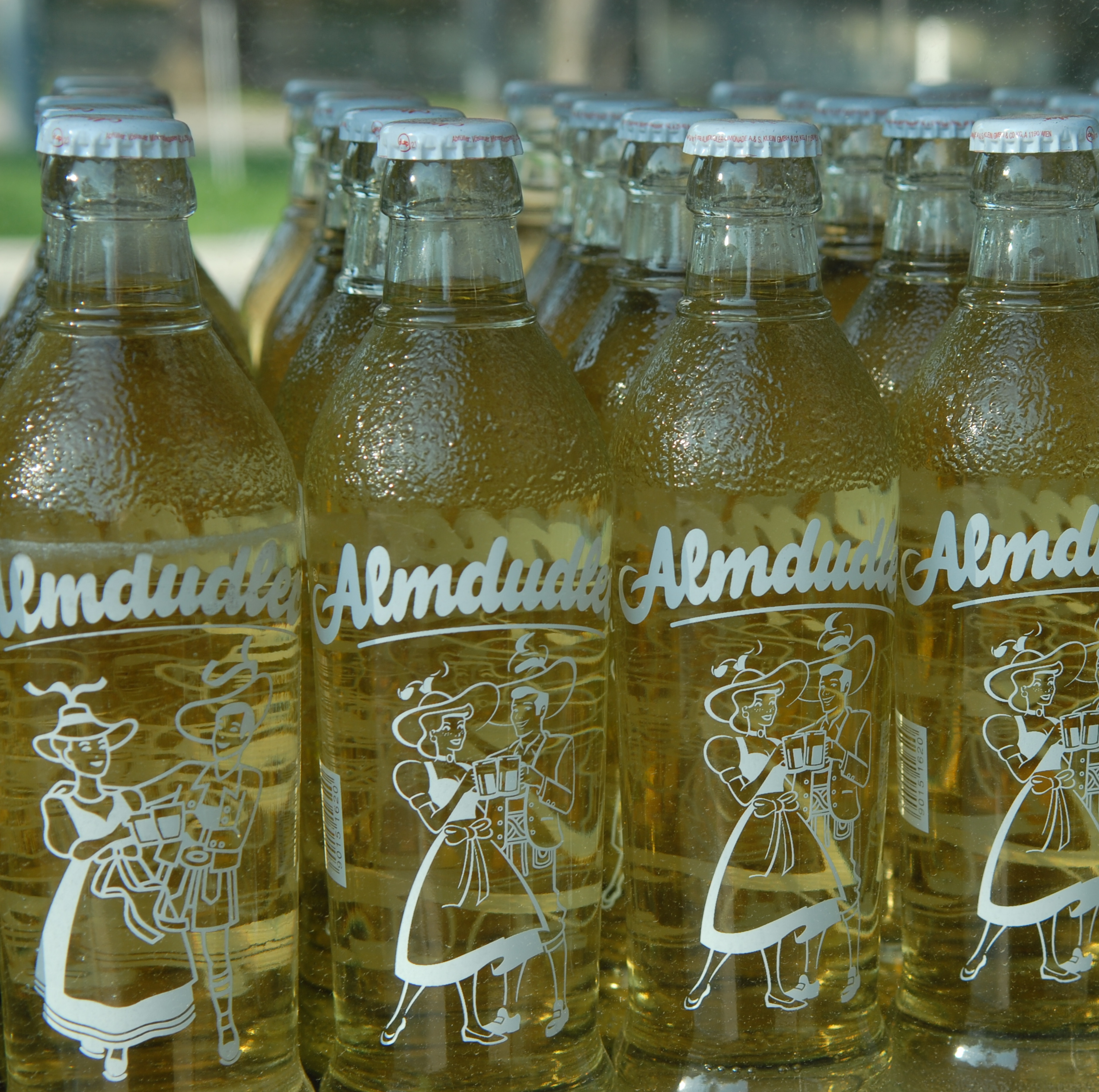
Almdudlerflaschen im Jahr 2011.

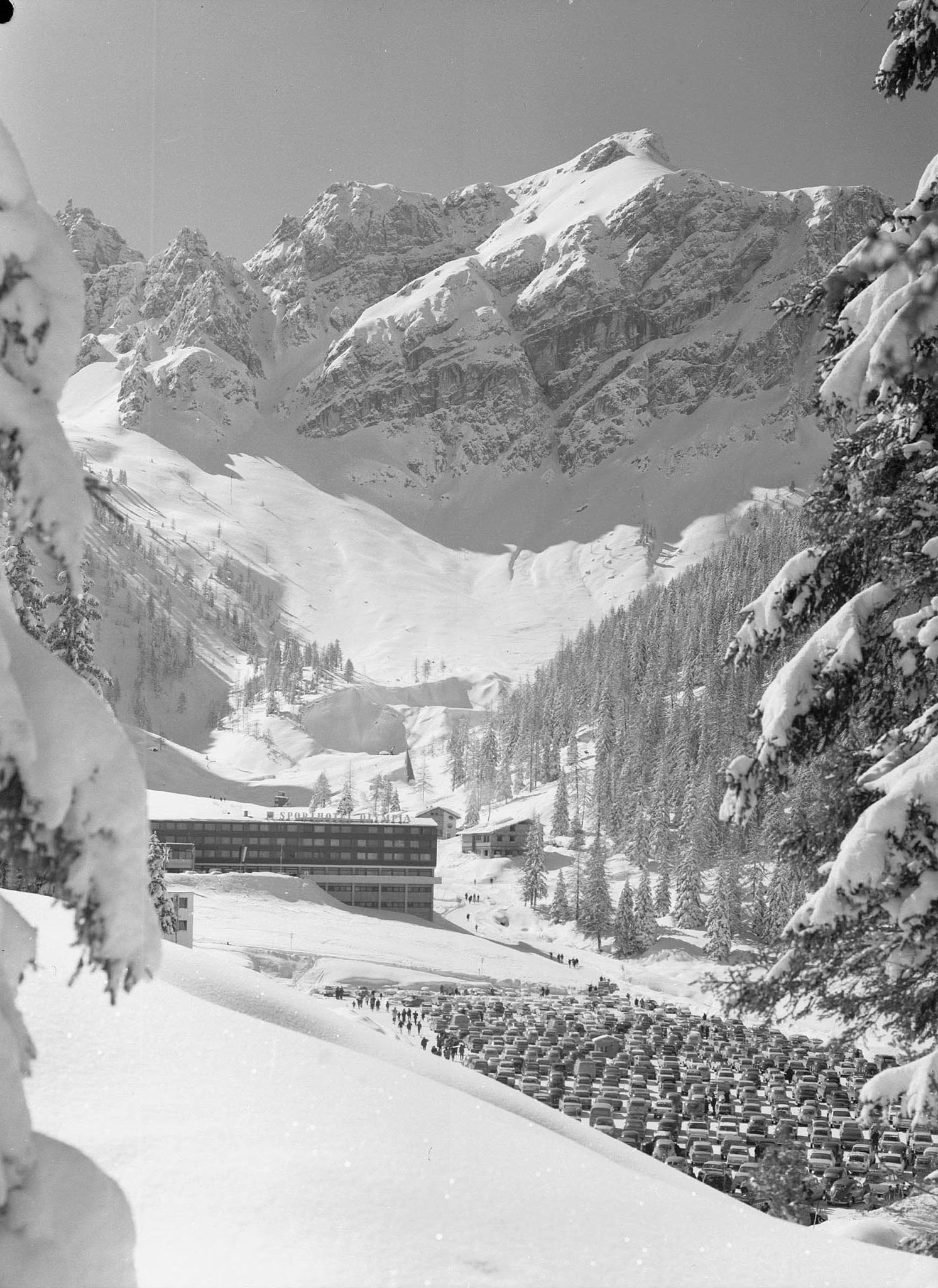
Skigebiet Axamer Lizum (1966) mit dem von Klein für die Olympischen Winterspiele 1964 errichteten Hotel Olympia, das heute noch existiert.

Erwin Klein (* 12. September 1924 in Wien; † 17. September 1983 ebenda) war ein österreichischer Unternehmer. Im Laufe seines Lebens betätigte er sich, mit zum Teil großem Erfolg, in sehr unterschiedlichen Wirtschaftsbereichen. Er erschuf eine noch heute über Österreich hinaus bekannte Kräuterlimonade, war in der Wiener Heurigen- und Kabarettszene als Gastronom und künstlerisch aktiv, und baute für die Olympischen Winterspiele 1964 ein großes Sporthotel in der Axamer Lizum nahe Innsbruck.

## Leben
Erwin Klein war von 1931 bis 1933 Ballettschüler und besuchte von 1933 bis 1935 sowie von 1941 bis 1943 Schauspielschulen. Nach der Matura im Jahr 1943 war er 1943/44 Burgtheaterschüler. 1947 trat er in den väterlichen Sodawasser-Betrieb ein. Erwin Klein war ab 1957 mit Ingrid Scheidig (1935–2017) verheiratet, deren gemeinsamer Sohn Thomas Klein (* 1963) übernahm nach dem Tod seines Vaters die Leitung des Familienbetriebs. Tochter Michaela ist ebenfalls im Familienunternehmen tätig.
Am 17. September 1983 nahm er sich im Alter von 59 Jahren, vermutlich aus Verzweiflung über eine schwere Erkrankung, das Leben. Klein wurde am Ottakringer Friedhof (Gruppe 35, Reihe 25, Nummer 15) bestattet.

## Erfindung der „Almdudler“-Limonade
Im Oktober 1957 begann Klein in der Weißgasse 3 im 17. Wiener Gemeindebezirk mit der Herstellung der Kräuterlimonade Almdudler. Am Rezept dafür hatte er drei Jahre lang gearbeitet. In weiterer Folge erteilte Klein 350 anderen Abfüllern gegen Zahlung von Lizenzgebühren das Recht Almdudler zu produzieren, lagerte auch den Verkauf über Gastronomie und Handel an Vertriebspartner aus und konzentrierte sich auf Marketing und Werbung. Bis 1973 wurde die eigene Produktion von Sodawasser und Limonaden durchgeführt, seit 1973 fungiert die "Almdudler Limonade" A. & S. Klein GmbH & Co KG nur noch als Lizenzgeber.

## Gastronomie und Kabarett
1958 kaufte er den Nußberghof in der Nussdorfer Hackhoferstraße im 19. Wiener Gemeindebezirk, welchen er 1959 als Heurigenrestaurant mit ständigem Heurigenkabarett-Bühnenprogramm eröffnete. In diesem traten unter anderem die Drei Spitzbuben Helmut Schicketanz, Toni Strobl und Helmut Reinberger bis zu deren Auflösung im Jahr 1973 auf. Klein selbst war an 360 Texten der Spitzbuben beteiligt.

## Bauunternehmer
Im Vorfeld der Olympischen Winterspiele 1964 errichtete Klein im Skigebiet Axamer Lizum das Olympiahotel. Das Hotel existiert heute noch.

## Film
1970 erschien der von ihm inszenierte Film Dornwittchen und Schneeröschen, der seine einzige Regiearbeit blieb.

## Ehrung durch die Stadt Wien

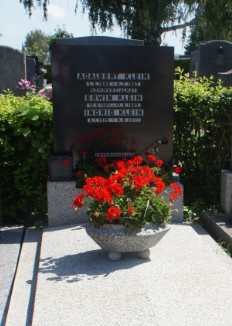
Grabstätte von Erwin Klein auf dem Wiener Friedhof Ottakring.

Im Jahr 2018 wurde in Wien-Döbling (19. Bezirk) der Erwin-Klein-Weg nach ihm benannt.

## Auszeichnungen
- 1962: Berufstitel Kommerzialrat
- 1975: Großes Ehrenzeichen für Verdienste um die Republik Österreich